# Petacciato
Petacciato ist eine italienische Gemeinde (comune) mit 3511 Einwohnern (Stand 31. Dezember 2023) in der Provinz Campobasso in der Region Molise. Die Gemeinde liegt etwa 52 Kilometer nordnordwestlich von Campobasso an der Adriaküste.

## Geschichte

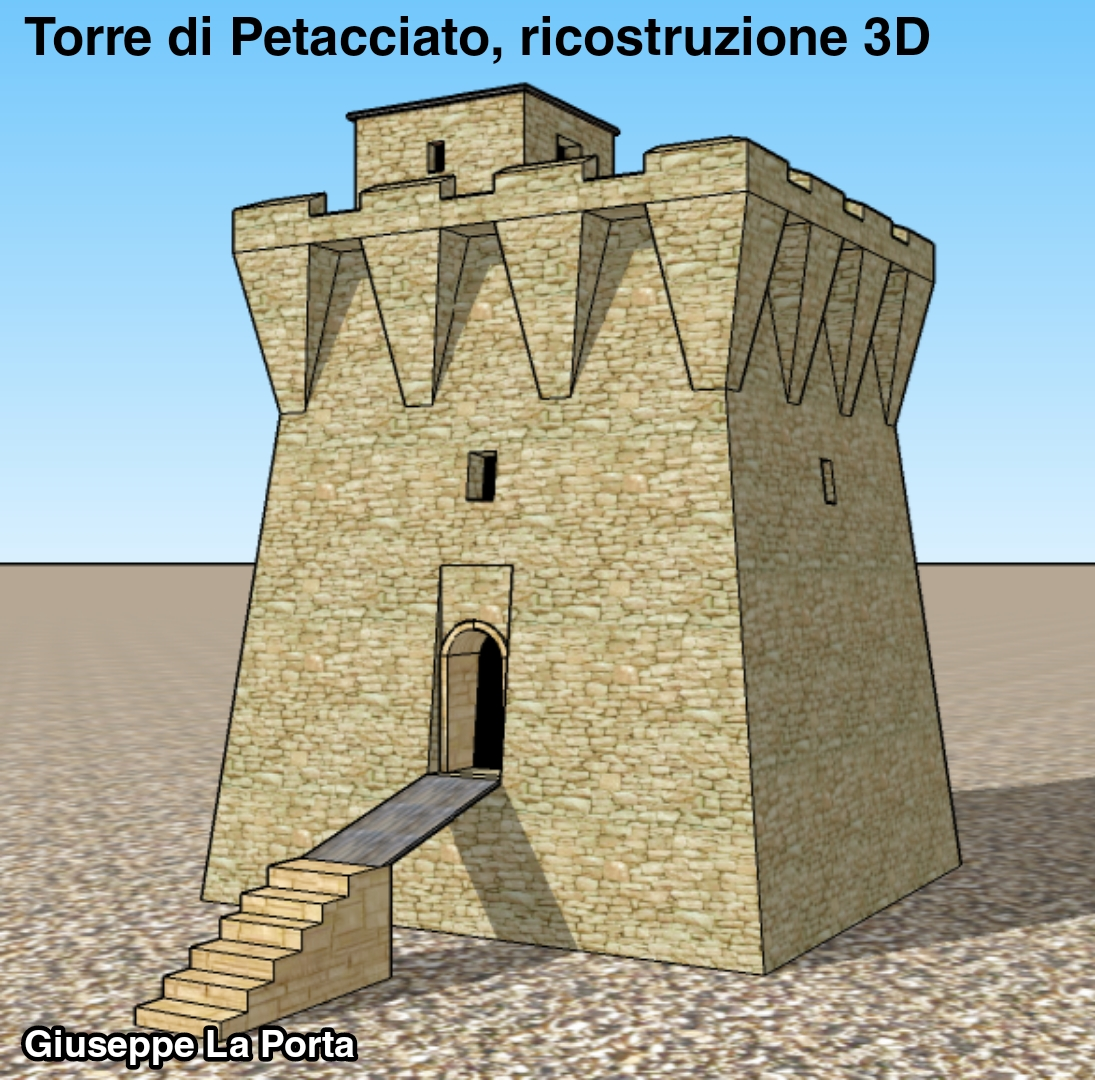
Torre di Petacciato

Wegen der Erdbeben in den Jahren 1117, 1125 und 1456 ist die Besiedlung der Adriaküste erschwert gewesen. Militärisch wurde die Gemeinde wegen des Einfalls der Goten, der Byzantiner und der Langobarden im frühen Mittelalter in Mitleidenschaft gezogen. 1463 kam es hier zur Schlacht zwischen der Familie der Anjou und der Krone von Aragonien. Etwas später fielen die Türken an dieser Stelle auf die Italienische Halbinsel ein.
Der Torre di Petacciato wurde 1568 errichtet, er ist der 25. und letzte Sarazenenturm der Capitanata während des Königreich Neapel. Er stand in Verbindung mit den Türmen von Montebello, Sinarca und Trigno. 1777 spaltete ein Erdrutsch die Fundamente, wodurch die Gewölbe einstürzten und der dem Strand zugewandte Baumstumpf um 2,0 Meter abgesenkt und um 4,0 Meter verschoben wurde.

## Verkehr
Durch die Gemeinde führen entlang der Küste weitgehend parallel die Autostrada A14 von Bologna Richtung Tarent und die Strada Statale 16 Adriatica. Gemeinsam mit dem Nachbarort Montenero di Bisaccia besteht ein Bahnhof an der Adriabahn von Ancona nach Lecce.

## Bevölkerung
Entwicklung der Bevölkerungszahlen: 